# Сфера Вернона
Сфера Вернона (шаровой термометр, «чёрный шар») — термоизмерительный прибор представляющий собой чёрную металлическую тонкостенную сферу диаметром 10—15 см с коэффициентом эмиссии около 95% с расположенным в центре датчиком температуры.
Применяется для измерения микроклимата (в частности — измерения индекса тепловой нагрузки среды) в зданиях и на рабочих местах. Изобретён Хорасом Мидлтоном Верноном (англ. Horace Middleton Vernon, 1870—1951), известным британским физиологом и промышленным психологом.